# Angra
Angra je brazilská powermetalová hudební skupina založená v roce 1991 v São Paulu. Za její dosavadní kariéru, během které došlo ke dvěma pauzám, se ve skupině vystřídalo spoustu hudebníků. Nejvýraznější změny proběhly na postu hlavního zpěváka. Toho do roku 1999 zastával Andre Matos, který skupinu také spoluzakládal, v roce 2000 ho vystřídal Eduardo Falaschi, který ve skupině vydržel až do roku 2012, kdy odešel kvůli problémům s hlasivkami. Na jeho místě ho zastoupil již třetí zpěvák v historii skupiny Fabio Lione.
Angra na hudební scéně debutovala v roce 1993 albem Angels Cry, následně vydala dalších osm studiových alb, přičemž poslední z nich, Ømni, vyšlo v roce 2018.

## Sestava
- Fabio Lione – zpěv (od 2012)
- Rafael Bittencourt – kytara, doprovodný zpěv (od 1991)
- Kiko Loureiro – kytara, klávesy, doprovodný zpěv (od 1993)
- Felipe Andreoli – basová kytara, klávesy, doprovodný zpěv (od 2001)
- Bruno Valverde – bicí (od 2014)

Bývalí členové
- Marcos Antunes – bicí (1991–1993)
- André Linhares – kytara (1991–1992)
- André Hernandes – kytara (1992–1993)
- Luís Mariutti – basová kytara (1991–2000)
- André Matos – zpěv, klávesy (1991–2000)
- Aquiles Priester – bicí(2001–2008)
- Eduardo Falaschi – zpěv (2000–2012)
- Ricardo Confessori – bicí (1993–2000, 2009–2014)

Koncertní členové
- Fabio Laguna – klávesy (2001–2007)

## Diskografie
- Angels Cry (1993)
- Holy Land (1996)
- Fireworks (1998)
- Rebirth (2001)
- Temple of Shadows (2004)
- Aurora Consurgens (2006)
- Aqua (2010)
- Secret Garden (2015)
- Ømni (2018)
- Cycles Of Pain (2023)